# Hisashi Jogo
Hisashi Jogo (城後 寿 Jogo Hisashi?), född 16 april 1986 i Fukuoka prefektur, är en japansk fotbollsspelare.
Jogo började sin karriär 2005 i Avispa Fukuoka.